# أمبير ماريانو
أمبير ماريانو (بالإنجليزية: Amber Mariano)‏ هي عارضة أمريكية، ولدت في 11 أغسطس 1978 في بيفر في الولايات المتحدة. فائزة بجائزة Survivor: All-Stars حيث بلغت الجائزة 1000000 دولار بعد ظهورها كمتسابقة في أحد مسابقات "الناجون: المناطق الأسترالية النائية (Survivor: The Australian Outback)، حيث احتلت المركز السادس حينها، ثم شاركت في الموسم الأربعين، واحتلت المركز العشرون، حيث كانت الثانية التي تم التصويت عليها وأول عضو في لجنة التحكيم. تزوجت من زميلها الناجي السابق في مسابقة الناجون: المنتصرون في الحروب ماركسياس، والفائز بـ Survivor: Redemption Island ، Rob Mariano والذي ظهر معهافي The Amazing Race مرتين، حيث احتلوا المركزين الثاني والثامن.

## وصلات خارجية
- أمبير ماريانو على موقع IMDb (الإنجليزية)
- أمبير ماريانو على موقع قاعدة بيانات الفيلم (الإنجليزية)
- أمبير ماريانو على موقع كينوبويسك (الروسية)